# 萌えソング
萌えソング（もえソング、萌え歌、萌える曲）は、歌に要素として萌えが含まれ、かつ歌手や作曲者・演奏者などでなく「萌えるか否か」のみが主題となる曲のことである。多くが電波ソングと同じ特徴を備え、共に言及されることが多く、両者の間に明確な境はない。
本項では、電波ソング（でんぱソング）についても記述する。

## 概要
萌えソングの歌手はほぼ全て女性で、一般に「アニメ声」と形容される声で女性声優が歌っていることが多い。多くはアップテンポの長調、伴奏にはテクノ系の音が好まれる。掛け声や合いの手が多用されるのも特徴で、それらは意味不明なオノマトペであることもある。歌詞は歌い手から聴き手への恋愛感情が示される場合が多い。成人向けPCゲームの主題歌として広がったが、単なる宣伝用の楽曲を超えて、萌える記号を反復強化し、製品から独立した存在として流通した。
アニメやゲームの主題歌として用いられることが多く、その発生から消費までインターネットが重要な舞台となっている。代表的な歌手はKOTOKO、桃井はるこ、大野まりな、新堂真弓、代表的なユニットはUNDER17、MOSAIC.WAV、IOSYS。特にUNDER17は「萌えソングをきわめるゾ！」を旗印に語を生成拡散しながら活動した。しかし、歌手やユニットやバンドといった通常音楽を消費する上で軸になる存在は重要でなく、萌えソングにおいてはその曲が「萌えるか否か」が最大の焦点となる。
萌えや電波の要素は次第にアニメとは無関係な女性アイドルグループの一部にも取り入れられて行った。
PCゲームとインターネット
萌えソングの多くはPC用美少女ゲームの主題歌として登場したが、その背景には作り手と遊び手の間に明確な壁のないPCゲームの特性と同人文化があり、既存の大衆歌謡と違って極めて内部発生的である。その広がりにおいては、萌えを欲する共同体の側の主導性が強く働き、地理的制約を越えて趣味嗜好に特化した交流をもたらすインターネットの特性があった。
アイドル歌謡、ノベルティソングとの違い
萌えソングの前提はその曲に萌える要素が包含されていることだが、同じ萌え要素を含むアイドル歌謡曲や似た要素を含むノベルティソング（滑稽歌）とは異なっている。特に同じ萌えの対象となるアイドル歌謡曲との最大の違いは、提供側の主体性が後退している点にあり、アイドル歌謡曲の様に偶像の副産物として曲が消費されるのではなく、萌えソングにおいては曲そのものが主役となる。
学生歌・応援歌との類似
萌えソングは提供側の恣意によってではなく、予め存在する共同体の内発的欲望に沿って生み出されるものであり、作曲者や演奏者の個性に依存しないこと、合いの手や掛け声の多用、共同体が欲する対象となる単語の繰り返しなどから学生歌・応援歌との高い共通性が指摘されている。

### 電波ソング
電波ソング（でんぱソング、電波歌、電波曲）は、「過度に誇張された声色」（アニメ声に通じる。ほとんどの女性声優は演技でこのような声を出している）、「意味不明、支離滅裂だが印象的な歌詞」、「一般常識からの乖離」、「奇異ではあるが耳に残る効果音や合いの手、掛け声」、「一度聞いたらなかなか頭から離れない」などを特徴に持つ音楽を指す。滑稽で笑える歌とされることも多い。
「電波ソング」という名称は、荒唐無稽な妄想や主張を公言する者を俗に電波系と呼ぶことに由来する。しかし、前述のような特徴を一部備える替え歌や前衛芸術的な曲は 通常電波ソングとしては言及されない。電波ソングは萌えソングとともに言い及ばれてきたものであり、前者が電波系的な特徴の強さ、後者が萌えの特徴の強さに結び付けられるもののその境界ははっきりせず、ある楽曲が電波ソングであるか萌えソングであるかは最終的には個々人によって恣意的に決定される。
また、電波ソングは主に受け手や評論家が用いてきたもので、萌えソングを作っている側が自らの楽曲を電波ソングと呼ぶことは稀であったが、年を経るとともに提供側も用いるようになってきている。例えば、でんぱ組.incは一時期「電波ソングで世界に元気を発信♪」をキャッチフレーズとし、楽曲提供者も電波ソングとしてそれを認識していた。
音楽家のサエキけんぞうは、ロックと波形を比較し、その甚だしく速いテンポ感が感じられる特性から、ロックや黒人音楽的なものをまったく感じない「日本人による新しい音楽文化といえる」としている。

## 歴史
1989年9月14日、この分野の始祖として言及される『君はホエホエ娘』を劇中歌に持つファミコンアドベンチャーゲーム『アイドル八犬伝』発売。
1991年5月、宍戸留美が後にこの分野の曲として度々言及される『地球の危機』を発表。
1993年、葉山宏治による『超兄貴』の関連CD『超兄貴-兄貴のすべて-』が発売される。男性性を押し出した珍しい作品だが、同作家以外の後続出ず。
1998年12月18日、この分野の走りとなる『メイドさんRock'n Roll』（歌：南ピル子）を主題歌とする『MAID iN HEAVEN 〜愛という名の欲望〜』発売。
1999年4月6日、『ドリルでルンルン クルルンルン』を主題歌とする、D4プリンセス放映開始。
2000年末、Comike.com（現げっちゅ屋）がその主題歌として『まじかるぶっくまーく』（歌：長崎みなみ）を作成し、「ハートフルな歌詞をラブリーに歌い上げた萌えソング」として紹介。翌年4月29日、キャラフェス2001春にてライブを行う。
2001年3月23日、後に代表的な萌えソングとして度々言及される『恋愛CHU!』を主題歌とする『恋愛CHU! -彼女のヒミツはオトコのコ?-』発売。
2001年7月、宗左近作詞の福島県立清陵情報高等学校の校歌『宇宙の奥の宇宙まで』が「発信 ゆんゆん」「受信 よんよん」「交信 やんやん」など電波な歌詞を持つ曲としてインターネット上で話題になる。
2001年9月14日、『いちごGO!GO!』を主題歌とする『いちご打』発売。秋葉原などで話題になる。
2001年9月15日、当時代表的な個人ニュースサイトの一つであったちゆ12歳にて、『ぶるま〜ずへようこそ☆』、『見つめて☆新選組』、『恋愛CHU!』、『まじかるぶっくまーく』などが電波ソングとして取り上げられる。
2002年2月、『いちごGO!GO!』を作曲した桃井はること小池雅也によるUNDER17が「萌えソングをきわめる」ために活動を開始。4月29日、キャラフェスにおいて初公演を行う。
2003年1月、UNDER17の曲が地上波TVアニメ主題歌に採用され、萌えソングという語が広く知られるようになっていく。
2003年3月14日、『さくらんぼキッス 〜爆発だも〜ん〜』を主題歌とする『カラフルキッス 〜12コの胸キュン!〜』発売。
2003年3月21日、『天罰！エンジェルラビィ』を主題歌とする『まじかるトワラー・エンジェルラビィ☆傑作選』発売。
2003年5月23日、『巫女みこナース・愛のテーマ』を主題歌とする『巫女みこナース』発売。この主題歌と作品CGを組み合わせたFlashが出回り、電波ソングとして広く認知される。
『さくらんぼキッス 〜爆発だも〜ん〜』と『巫女みこナース・愛のテーマ』により萌えソング・電波ソングおよびそれらの類語への言及が爆発的に増加。後者の発売日である5月23日、2chに関連スレッドが立てられ、また楽曲を紹介するウェブサイトなどが登場し、そのような言葉がなかった時代の同様の曲にまで遡及するようになる。
2003年度電波ソング大賞一位『さくらんぼキッス 〜爆発だも〜ん〜』、二位『巫女みこナース・愛のテーマ』、三位『天罰！エンジェルラビィ』
2004年10月より前年ルーマニアで発表されたO-Zoneの『Dragostea Din Tei』（恋のマイアヒ）がインターネットだけでなく、地上波媒体でも多用され日本でも流行。
2004年10月21日、Dimitri from Parisが日本の女子高生を用いて作曲した『Love Love Mode』の歌を声優(斎藤千和)を用いて作り変えた『Neko Mimi Mode』発売（アニメ『月詠 -MOON PHASE-』主題歌）。日本人以外による萌えソング作曲の初例。
2004年11月20日、UNDER17が人気絶頂を迎えるも解散。
2004年度電波ソング大賞一位『Neko Mimi Mode』、二位『We Love “AKIBA-POP”!!』、三位『nowhere』
2005年度電波ソング大賞一位『Mighty Heart〜ある日のケンカ、いつもの恋心〜』、二位『Love Cheat!』、三位『癒し系魔法少女ベホイミ』
2006年、MOSAIC.WAVの『キュン・キュン・パニック』が『まもって!ロリポップ』主題歌に、『最強○×計画』が『すもももももも 地上最強のヨメ』主題歌にそれぞれ採用される。翌2007年には『切情!佰火繚乱』『片道きゃっちぼーる』が、さらに2008年にも『超妻賢母宣言』が採用されている。
2006年度電波ソング大賞一位『ガチャガチャきゅ〜と・ふぃぎゅ@メイト』、二位『魔理沙は大変なものを盗んでいきました』、三位『↑青春ロケット↑』
2007年、太秦戦国祭りの公式キャラクターとしてからす天狗うじゅが、宣伝曲としてMOSAIC.WAVによる『電脳合戦×うじゅの陣！』が採用される。アニメに登場した場所を"聖地"として巡礼する動きは萌えおこしに繋がっていたが、萌えソングも活用されるようになる。
2007年度電波ソング大賞一位『もってけ!セーラーふく』、二位『洗脳・搾取・虎の巻』、三位『つるぺったん』
2008年度電波ソング大賞一位『愛のフルボッコ体操』、二位『?でわっしょい』、三位『急降下爆撃〜STUKA Lied2008〜』・『Crash Course〜恋の特別レッスン〜』
2009年度電波ソング大賞一位『Princess Party〜青春禁止令〜』、二位『だっこしてぎゅっ！〜汝、隣の枕（よめ）を愛せ』、三位『ネガティブゼロ・パラダイス』
2010年8月、先年建立した萌え看板により参拝客を増やしていた仏教寺院了法寺の宣伝曲「寺ズッキュン!愛の了法寺!」が完成。
2010年10月、小池雅也が月宮うさぎと組んだULTRA-PRISMが『侵略ノススメ☆』をTVアニメ『侵略!イカ娘』に提供。翌年の第16回アニメーション神戸賞主題歌賞（ラジオ関西賞）を受賞。
2010年度電波ソング大賞一位『寺ズッキュン！愛の了法寺！』、二位『妹プリ〜ズ！』、三位『イチャイチャ☆りちゅある！！』。